# Hans Rantzau (1693-1769)
 Der er flere personer med dette navn, se Hans Rantzau.
Hans rigsgreve Rantzau (14. august 1693 – 15. januar 1769) var en holstensk godsejer, gehejmeråd og overpræsident (borgmester).
Hans Rantzau var søn af gehejmeråd Christian Rantzau til Salzau, Rastorf og Ascheberg og Margrethe Rantzau, fødtes 14. august 1693, blev ved faderens død 1704 arving til Ascheberg med Lindau, beskikkedes 1718 til landråd og udnævntes til kammerherre. Med brødrene Christian til Rastorf og Ditlev til Oppendorf lod han sig 1728 optage i Rigsgrevestanden for eventuelt at kunne gøre fordring på det sekvestrerede Grevskab Rantzau. Efter Christian VI's tronbestigelse sendtes han som envoyé til London, men kaldtes allerede 1732 tilbage. 1744 udnævntes han til gehejmeråd og var 1746-49 overpræsident i Altona. 1731 blev han hvid Ridder og 1767 Ridder af Elefanten.
På sit gods Ascheberg foretog Rantzau flere betydningsfulde og på hans tid her hjemme ukendte forbedringer, der blev et forbillede for de senere landboreformer. Han udstykkede hovedgårdsjorderne og afskaffede alt hoveri, hvorved hans undersåtter "fra et elendigt Samfund af Tyve og Kjeltringer bleve til et mønsterværdigt Samfund af frie, dygtige og velhavende Bønder". Rantzau døde 15. januar 1769.
Han ægtede 1716 Margrethe Hedevig baronesse Brockdorff (1702-1741), datter af generalløjtnant
Schack baron Brockdorff og Charlotte Sophie Frederikke f. von Vittingnof. En af hans sønner var Schack Carl Rantzau.